# 杨家将事件
楊家將事件是中共中央总书记江泽民在其亲信曾庆红等人的协助下，向杨尚昆、杨白冰兄弟发起的一次軍事奪權事件。1989年六四天安门事件後，邓小平将中共中央军委主席职位交给江泽民，让自己多年的战友中共八大元老之一的杨尚昆，除了国家主席的名誉职务外，还继续留任中央军委副主席。杨尚昆的弟弟杨白冰升任中共中央书记处书记兼中央军委秘书长，掌握军队实权。然而权势如日中天的杨白冰、杨尚昆却突然被已经退休的邓小平削除军权，让时任中共中央总书记江泽民逐步坐大。

## 原因
- 为扭转中国改革倒退的局面，1992年已经退休的邓小平在杨尚昆陪同下“南巡”，杨白冰在军中提出“为改革开放保驾护航”，此举被反对派视为军人干政。[2]

- 六四事件后杨尚昆提出要对其“平反”，称六四事件是“中共历史上犯下的最严重错误”。[3]

- 六四事件后，杨家将的权力达到顶峰，他们对保守派势力提拔的江泽民不满，这让根基不稳，没有任何权力基础的新任中共中央总书记江泽民备感不安，有被架空的危险。这使得江泽民需要通过离间邓小平、杨尚昆之间的关系，让“杨家将”离开权位。[2][4]

## 经过
基于上述原因，江泽民在时任中共中央办公厅副主任曾庆红（與俞正声、刘京、邓朴方关系密切）协助下，通过俞正声、刘京、邓朴方联系邓小平。江泽民力陈“杨家将”掌握实权危险，表示杨尚昆在六四前曾公开反对武力镇压，六四后又总是不分场合地说要为六四事件平反，杨尚昆是唯一一个反对六四镇压却留在台上的政治人物。江泽民在陈云、薄一波等元老的支持下，终于说服邓小平决定削弱杨尚昆兄弟的权力。另據東方明所出版的《鄧小平垂簾聽政》一書披露，時任中共中央軍委秘書長、總政治部主任楊白冰欲架空當時的中央軍委主席江澤民，背著江澤民召開中央軍委會議，後遭江澤民報告予鄧小平，被鄧小平下令解除楊白冰當時的所有職務。

## 结果
在中共十四大上，杨白冰晋升为中共中央政治局委员，但却被免去军权。次年，杨白冰正式从军队退役，杨尚昆也在1993年卸任国家主席退休，“杨家将”从此消亡。此后，江澤民即将郭伯雄、徐才厚等人安排进军队关键岗位，從而控制了軍隊。